# Immunosuppresseur
 (juin 2024).
Si vous disposez d'ouvrages ou d'articles de référence ou si vous connaissez des sites web de qualité traitant du thème abordé ici, merci de compléter l'article en donnant les références utiles à sa vérifiabilité et en les liant à la section « Notes et références ».
On appelle immunosuppresseurs des médicaments utilisés dans le traitement immunosuppresseur pour inhiber ou prévenir l'activité du système immunitaire. On les utilise :
- pour prévenir le rejet de greffe d'organes et de transplantés (par exemple moelle osseuse, cœur, rein, foie, poumon) ;
- pour traiter les maladies auto-immunes ou les maladies susceptibles d'être d'origine auto-immune (par exemple lupus érythémateux disséminé, maladie de Crohn, myasthénie, polyarthrite rhumatoïde, rectocolite hémorragique, sclérose en plaques, spondylarthrite ankylosante)…

Les immunosuppresseurs se répartissent en cinq groupes : 
- glucocorticoïdes
- cytostatiques
- anticorps
- médicaments agissant sur les immunophilines
- autres

## Glucocorticoïdes

### Mécanisme d'action
Les glucocorticoïdes se fixent aux récepteurs des glucocorticoïdes (GR) du cytoplasme de la cellule. Ce type de récepteur est activé par une fixation du type ligand. Après qu'une hormone se fixe à son récepteur correspondant, le complexe récepteur-ligand formé pénètre  dans le noyau cellulaire où il se fixe aux éléments de réponse aux glucocorticoïdes (GRE) dans la région du promoteur des gènes-cibles. Le récepteur, ainsi fixé à la molécule d'ADN interagit avec les facteurs de transcription basiques, provoquant une régulation de l'expression génique de gènes-cibles spécifiques. Cette régulation peut être de deux types :
- Une diminution de la production de certaines protéines. Ce mécanisme est appelé transrépression. Le récepteur hormonal activé interagit avec des facteurs de transcription spécifiques et prévient la transcription des gènes-cibles. Les glucocorticoïdes sont capables d'empêcher la transcription de tous les gènes immuns, incluant celui codant IL-2.

- Une augmentation de la production de certaines autres protéines. Ce processus est appelé transactivation et conditionnerait la plupart des effets secondaires métaboliques et cardiovasculaires des glucocorticoïdes.

Les glucocorticoïdes ordinaires ne font pas le distinguo entre la transrépression et la transactivation, et influencent à la fois les gènes immuns "voulus" et ceux "non voulus" régulant les fonctions métaboliques et cardiovasculaires. Actuellement, les efforts de recherche visent à découvrir des glucocorticoïdes agissant sélectivement qui seraient capables de ne réprimer que le système immunitaire.

### Effet immunosuppresseur
Les glucocorticoïdes diminuent l'immunité cellulaire. Ils agissent par inhibition de gènes codant les cytokines suivantes : IL-1, IL-2, IL-3, IL-4, IL-5, IL-6, IL-8 et TNF-γ. Une production diminuée de cytokines a pour conséquence la réduction de la prolifération des lymphocytes T. Ceci diminue leur activité et l'expansion clonale des cellules CD4+ (lymphocytes T-helper). En ce sens, IL-2 est particulièrement importante.
Les glucocorticoïdes diminuent également l'immunité humorale. Comme les lymphocytes T, les lymphocytes B expriment également de plus faibles quantités d'IL-2 et de récepteurs à IL-2. L'expansion clonale des lymphocytes B est réduite et en conséquence la synthèse d'immunoglobulines est diminuée.

### Effets anti-inflammatoires
Les glucocorticoïdes influencent tous les types de réactions inflammatoires, quelle que soit leur cause. Ils induisent la synthèse de lipocortine-1 (également appelée annexine-1) qui se fixe aux membranes phospholipidiques et prévient l'activité de la phospholipase A2, puisque l'enzyme n'est pas capable d'entrer en contact avec son substrat, l'acide arachidonique.
La phospholipase A2 est impliquée dans la première étape de la production de plusieurs eicosanoïdes. L'expression des gènes codant la cyclooxygénase (aussi bien COX-1  que COX-2) est également diminuée. Cette enzyme catalyse des réactions métaboliques suivantes dans la production des médiateurs inflammatoires prostaglandines et thromboxanes.
Les glucocorticoïdes stimulent également la libération de lipocortine-1 dans l'espace extracellulaire, où elle se lie aux récepteurs membranaires des leucocytes et inhibe différents phénomènes inflammatoires : l'adhésion épithéliale, la diapédèse, le chémotactisme, la phagocytose, le respiratory burst (relargage de radicaux libres), la libération d'enzymes lysosomales, de substances chémotactiques, de l'activateur plasminogène et la libération d'autres médiateurs inflammatoires par les neutrophiles, les macrophages et les mastocytes.
Par ce mécanisme, les glucocorticoïdes apaisent avec succès tout signe d'inflammation, cependant ils ne peuvent prévenir une infection. Ils inhibent également les phénomènes de réparation tissulaire.

### Médicaments à base de glucocorticoïdes
Il existe de nombreux glucocorticoïdes actuellement utilisés : cortisol, dexaméthasone, hydrocortisone, méthylprednisolone (Medrol), prednisone, prednisolone parmi d'autres. Ils diffèrent dans leur pharmacocinétique (facteur d'absorption, demi-vie, volume de distribution, clairance) et leur pharmacodynamie (par exemple la capacité d'activité minéralocorticoïde : rétention de sodium (Na+) et d'eau). Parce qu'ils sont bien absorbés par l'intestin, ils sont en premier lieu administrés per os (par voie orale), mais également par d'autres voies telle que l'application cutanée. Plus de 90 % d'entre eux se lient à différentes protéines plasmatiques, cependant avec des spécificités de liaison différentes. Les glucocorticoïdes endogènes et certains corticoïdes synthétiques ont une haute affinité pour la protéine transcortine (également appelée CBG pour l'anglais : corticosteroid binding protein, c'est-à-dire « protéine de liaison aux corticoïdes »), tandis que tous lient l'albumine. Dans le foie, ils sont rapidement métabolisés par conjugaison avec un sulfate ou une acide glucuronique et sont excrétés dans les urines.

### Effets secondaires des glucocorticoïdes
Les effets secondaires des glucocorticoïdes n'apparaissent seulement qu'après une thérapie anti-inflammatoire et immunosuppressive prolongée, et à hautes doses. Tous leurs effets métaboliques sont considérés comme étant secondaires (à l'exception de leur utilisation en tant que thérapie de substitution pour la dysfonction hypophysaire ou pour l'insuffisance surrénalienne) :
- La réponse immunitaire à des infections ou des cellules cancéreuses est compromise.
- En raison de l'inhibition des fibroblastes, la réponse aux blessures est également moins efficace. Les fibroblastes synthétisent le collagène et des glycosaminoglycanes, tous deux impliqués dans la cicatrisation.
- Après une prise prolongée de glucocorticoïdes, le  syndrome de Cushing (iatrogène) se développe.
- Inhibition de l'absorption de calcium (Ca2+) par les intestins et stimulation de la sécrétion de (Ca2+) par les reins cause l'ostéoporose. En effet, la diminution de la quantité de Ca2+ dans le sang active les ostéoclastes et en même temps, l'activité des ostéoblastes est inhibée. Par perte de la masse osseuse, les os deviennent fragiles.
- L'insuffisance surrénalienne due au rétrocontrôle (feedback) négatif persistant après une thérapie soudainement abolie.
- Hyperglycémie.
- Effets minéralocorticoïdes à hautes doses de glucocorticoïdes, menant à l'hypertension et à des déséquilibres électrolytiques. Les excrétions de Na+ et d'eau sont diminuées, tandis que la sécrétion de potassium (K+) est augmentée.
- Effet sur le système nerveux central.
- L'activité protéolytique des glucocorticoïdes provoque l'atrophie musculaire, et inhibe la croissance chez l'enfant.

En conséquence de quoi il est d'importance majeure de n'utiliser que les doses effectives minimales de glucocorticoïdes et de terminer le traitement dès que cela est possible.

## Cytostatiques
Les cytostatiques sont des médicaments qui inhibent la division cellulaire en endommageant ou détruisant les cellules. Ils sont principalement utilisés dans le traitement des cancers, notamment à travers la chimiothérapie. Cependant ils n'agissent pas uniquement sur les cellules cancéreuses mais aussi sur toutes les cellules à division rapide. C'est ce qui constitue les effets secondaires des chimiothérapies. Il est cependant intéressant de les utiliser car les cellules cancéreuses se divisent généralement plus rapidement que les cellules normales.

### Les cytostatiques et le système immunitaire
Les lymphocytes B et T sont aussi des cellules à division rapide. Ils reconnaissent des antigènes spécifiques puis se multiplient rapidement pour assurer la production d'une quantité importante de clones pour la réponse immunitaire. Cela en fait des cibles des médicaments cytostatiques. C'est pour cela qu'on peut utiliser les médicaments cytostatiques lorsqu'il y a une réponse immunitaire inadaptée. Ces traitements sont utilisés à plus faible dose lorsqu'ils sont employés à visée immunosuppressive que dans le traitement des cancers. Leurs effets antiprolifératifs agissent sur les lymphocytes T et B conjointement.

### Classification des cytostatiques et principaux représentants de ce groupe
Grâce à leur grande efficacité, les analogues de la purine sont utilisés le plus fréquemment.

#### Agents alkylants
Les principaux représentants de cette classe sont les moutardes (cyclophosphamide), les nitrosurées, les sels de platine (parmi d'autres). Leur effet cytostatique s'effectue par interaction directe avec l'ADN (acide désoxyribonucléique).

La cyclophosphamide est certainement une des substances immunosuppressives les plus puissantes. Elle inhibe la réplication de l'ADN en faisant des liaisons covalentes entre les molécules. À doses faibles c'est un traitement très efficace dans le traitement du lupus érythémateux disséminé, des anémies hémolytiques autoimmunes, de la maladie de Wegener et pour d'autres maladies auto-immunes. À fortes doses, il y a un risque de pancytopénie et de cystite hémorragique.

#### Antimétabolites
Ils sont représentés par les analogues de l'acide folique (méthotrexate), les analogues des purines (azathioprine, mercaptopurine), de la pyrimidine, et les inhibiteurs de la synthèse protéique. Ils agissent sur les acides nucléiques.

##### Méthotrexate
Le méthotrexate est un analogue de l'acide folique.  (il agit en se liant a une enzyme -[dihydrofolate reductase]- et empeche la synthèse d'un dérivé de l'acide folique -le tetrahydrofolate. Ceci empêche la synthèse d'ADN, d'ARN et donc la synthèse protéique, puisque l'acide folique est impliqué dans la synthèse de certains acides aminés - sérine et methionine.) Il est utilisé dans le traitement des maladies autoimmunes (comme la polyarthrite rhumatoide) et les transplantations d'organes.

##### Azathioprine
L'azathioprine est l'immunosuppresseur cytostatique (antiprolifératif) principal. Il est abondamment utilisé au décours des transplantations d'organe pour contrôler les réactions de rejet. Il agit en inhibant la synthèse d'ADN par antagonisme avec les bases puriques. Il empêche la prolifération clonale des lymphocytes au moment de l'induction de la réponse immunitaire, et affecte ainsi toutes les cellules immunitaires et la réponse humorale.
Il est aussi utilisé comme thérapeutique de certaines maladies auto-immunes.

## Anticorps
Les anticorps sont utilisés dans la prévention des rejets aigus, car ils procurent une immunosuppression rapide et profonde.

### Anticorps polyclonaux
Les anticorps polyclonaux (immunoglobulines polyvalentes) sont obtenus par réaction de serum animal (lapin par ex) avec des lymphocytes ou cellules thymiques humaines. Les Ac anti lymphocytes et les Ac anti thymocytes sont utilisés. Ils font partie du traitement des réactions de rejet aigu cortico-résistantes et lors des greffes médullaires (pour éviter les réactions hôte contre greffon)
Ils sont utilisés en complément des autres thérapeutiques immunosuppressives, pour réduire leur posologie et leur toxicité.

### Anticorps monoclonaux
Les anticorps monoclonaux sont dirigés contre des antigènes spécifiques. Comme cela ils entrainent moins d'effets secondaires. Les plus intéressants sont les anticorps dirigés contre le récepteur de L'IL-2 (CD 25) et la CD 3. Ils sont utilisés dans la prévention du rejet d'organes greffés, mais aussi pour détruire certaines sous populations lymphocytaires.
Une autre famille d'anticorps monoclonaux très utilisée dans le traitement des lymphoproliférations ou certaines maladies autoimmunes à autoanticorps est la famille des anti-CD20. Portée par les lymphocytes B de manière générale, ce traitement permet la déplétion des lymphocytes B entrainant une agammaglobulinémie ainsi que l'arrêt de la symptomatologie auto-immune liée à ces autoanticorps.
On attend de nouvelles molécules de ce type dans le futur.

## Médicaments agissant sur les immunophilines

### Ciclosporine A
La ciclosporine et le tacrolimus sont des inhibiteurs de la calcineurine. La ciclosporine est utilisée depuis 1984, il s'agit d'une des thérapies immunosuppressives les plus utilisées.
Lorsque les lymphocytes T auxiliaires interagissent avec un antigène, la concentration intracellulaire en calcium augmente ; ceci entraîne une activation de la calcineurine phosphatase intracellulaire. La calcineurine active différents facteurs de la transcription, qui servent à la transcription de l'IL-2 (interleukine 2). L'IL-2 a un rôle d'activation des lymphocytes T auxiliaires et entraîne la production d'autres cytokines. Il y a donc une activation des lymphocytes cytotoxiques et des lymphocytes NK. 
Agir en amont de la production de l'IL-2 aurait un rôle sur l'importance de la réponse immune.
La cyclosporine peut s'administrer per os ou IV. Elle atteint le pic de concentration sérique trois à quatre heures après. La concentration tissulaire est quatre fois plus élevée que la concentration plasmatique. Dans les cellules elle interagit avec une protéine cytoplasmique de la famille des immunophillines, la cyclophilline. Ce complexe peut lier la calcineurine et l'inhiber. La cyclosporine est métabolisée par le foie et excrétée dans la bile, son temps de demi-vie est d'environ 24 h.
La cyclosporine est indiquée dans le traitement des réactions de rejet aigu, mais en raison de sa néphrotoxicité elle est de plus en plus remplacée par de nouveaux immunosuppresseurs. Les effets indésirables sont la nephrotoxicité (30 à 70 % des patients) principalement par destruction des tubules proximaux; l'hypertension artérielle, les thromboses veineuses, des céphalées, des paresthésies, une hyperkaliémie et hyperuricémie.

## Autres médicaments

### Acide mycophénolique
L'acide mycophénolique est un produit actif formé par le mycophénolate mofétil (MMF) et le mycophénolate de sodium, une nouvelle substance. Il agit comme inhibiteur non compétitif, sélectif et réversible de l'inosine monophosphate deshydrogénase (IMPDH), une enzyme clé dans la synthèse de novo de la guanosine (un nucléotide). En contraste avec d'autres cellules du corps humain, les lymphocytes B et T sont beaucoup plus dépendants de la synthèse de novo de la guanosine.

### Petits agents biologiques

#### FTY120
Le FTY120 est un nouveau immunosuppresseur de synthèse, une modification chimique du métabolite ISP-1 du champignon Iscaria sincaliri. Il s'agit d'un analogue structurel de la sphingosine qui est phosphorylé par la sphingosine kinase dans la cellule. Le FTY120 augmente l'expressivité ou change la fonction de certaines molécules d'adhésion (α4/β7 intégrine) des lymphocytes, si bien qu'ils s'accumulent dans le tissu lymphatique (ganglions lymphatiques) et qu'il y en a moins en circulation. De ce fait, il diffère de tous les autres immunosuppresseurs connus.